# Turkuć podjadek
Turkuć podjadek, turkuć pospolity (Gryllotalpa gryllotalpa) – gatunek owada prostoskrzydłego z rodziny turkuciowatych (Gryllotalpidae), jeden z największych owadów w Polsce. Dobrze przystosowany do życia w ziemi, gdzie spędza większość czasu. Larwy identyczne jak imago, ale początkowo bezskrzydłe, a później z krótszymi skrzydłami. Samica opiekuje się jajami, a następnie przez pewien czas młodymi. Owad wszystkożerny, dożywający od dwóch do czterech lat.

## Występowanie
Europa, zachodnia Azja i północna Afryka. W Europie południowej i środkowej występuje licznie. W Polsce spotykany jest od nizin po rejony górzyste. Nie był wykazany jedynie ze Wzgórz Trzebnickich, Sudetów Zachodnich, Kotliny Nowotarskiej i Tatr. Dawniej w Polsce był gatunkiem pospolitym. Został zawleczony do Ameryki Północnej, gdzie spotykany jest we wschodnich Stanach Zjednoczonych.
ŚrodowiskoGłównie środowiska wilgotne: torfowiska, bagna, podmokłe łąki, a także rowy, zagony, ogrody, pola uprawne i sady; uważany za szkodnika upraw rolnych, ogrodniczych i leśnych.

## Morfologia
Ciało o ciemnobrązowym lub brunatnorudawym ubarwieniu, masywne, wydłużone, z silnie rozwiniętym przedpleczem, długimi przysadkami odwłokowymi i stosunkowo krótkimi tylnymi nogami. Przednie odnóża silne, grzebiące, łopatowate, zaopatrzone w kolce – służą do poruszania się pod ziemią, rozgrzebywania piasku i budowy korytarzy. U osobników obu płci obecny jest aparat strydulacyjny.
Wielkośćdo 6,2 cm długości oraz rozpiętości 4 cm.
Skrzydłaproste, długie, ostro zakończone, sięgają poza odwłok, używane w okresie godowym.

## Rozród
Dojrzała samica, po intensywnym żerowaniu i kopulacji w maju i czerwcu, w podziemnych gniazdach składa do 300 jaj, którymi się następnie opiekuje. Dla zapewnienia ciepła podgryza korzenie roślin rosnących nad gniazdem, aby uschły i odsłoniły drogę promieniom słonecznym. Larwy wylęgają się po około 3 tygodniach. Początkowo żerują gromadnie tylko pod ziemią, pod opieką samicy. W ciągu roku samica wydaje jedno pokolenie. Dojrzałość płciową osiągają po 2 latach. Na terenie Polski imagines pojawiają się od maja do października. Samica turkucia podjadka opiekuje się larwami do jesieni, wtedy młode samodzielnie już kopią kanaliki do głębokości 0,5–1metra, gdzie zimują.

## Tryb życia

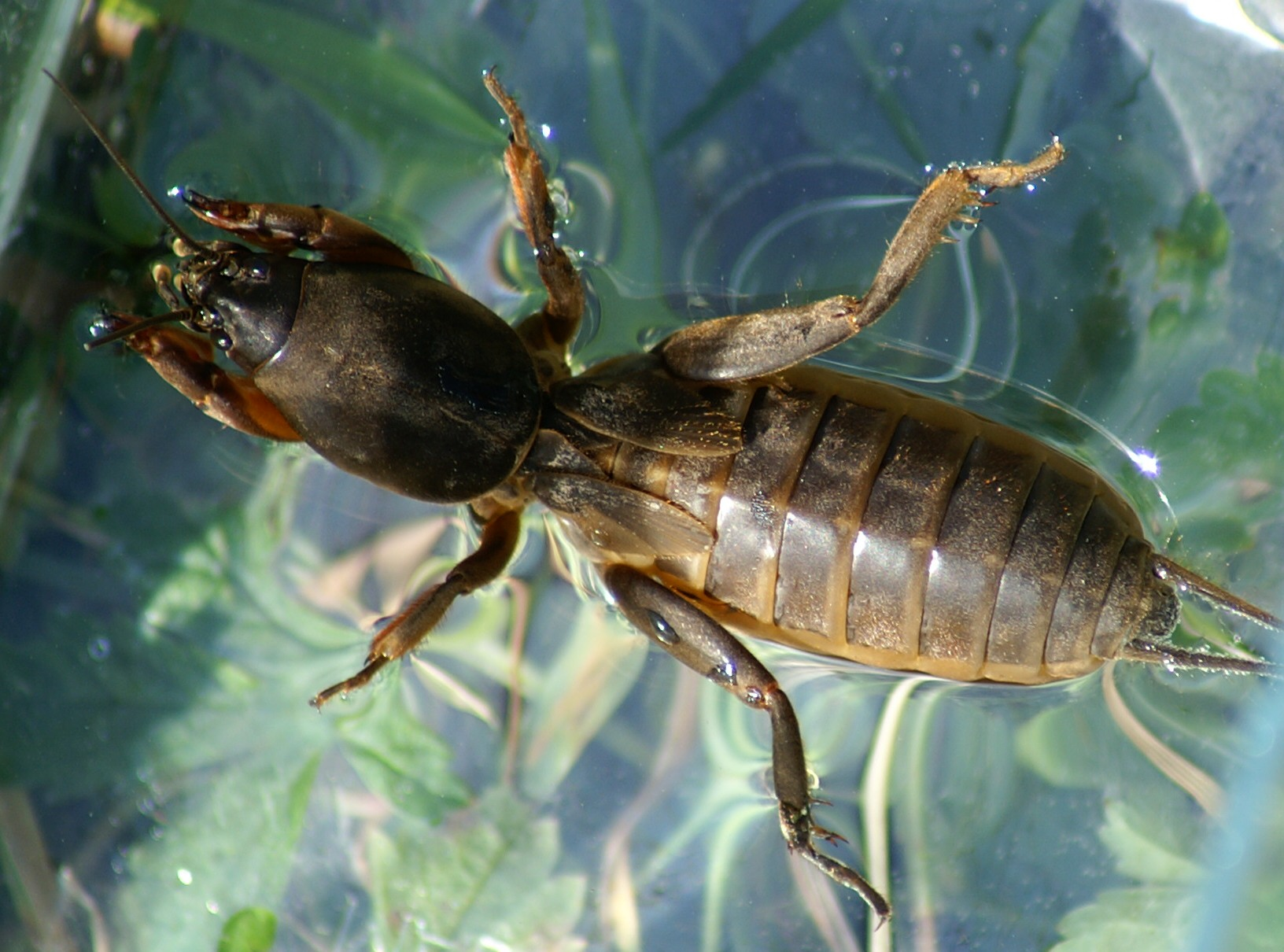
Młody osobnik

Gatunek wszystkożerny, zjada korzenie roślin (stąd nazwa), ale również bezkręgowce, głównie larwy innych owadów. Nie gardzi dżdżownicami, ślimakami, pędrakami i drutowcami. Większość życia spędza pod ziemią, kopie rozgałęziające się i krzyżujące ze sobą wąskie korytarze, w których nie może się odwrócić – porusza się do przodu lub do tyłu. 

## Znaczenie
Dawniej, jako gatunek pospolity, był uważany za szkodnika, ponieważ może wyrządzać szkody w ogrodach, inspektach, uprawach roślin okopowych i szkółkach. Jego liczebność spadła prawdopodobnie na skutek zatrucia gleb. Obecnie nie ma większego znaczenia w uprawach.